# しもさか保
しもさか 保（しもさか たもつ）は、日本の漫画家。
愛称は「もっさん先生」。「～ってかい～？」「～ざんすよ」と言う語尾が特徴。
陸上競技をテーマにしたギャグ漫画『紫色のバカな風』が、『週刊少年マガジン』の第21回週刊少年マガジン新人漫画賞を受賞。前回の第20回に続いて入選賞金100万円となっており、小林まこと（今も大親友との事）に続く100万円ゲットとなった。
『紫色のバカな風』は『ぱ～ぷる呈介』とタイトルを変えて掲載されデビュー。続けて連載となったが、連載期間は比較的短いもので終わる。またこの作品では劇中の学校名に保谷や田無などの地名が使われており、西東京市にゆかりのある人物であることがわかる。
次いで『ガクラン八年組』が読切で掲載、好評につき連載となり、現在まで代表作である。また連載時に結婚、妻が食事を作ってくれると、体型が一気に太ってしまった。
パチンコ雑誌にて連載多数だが、かなりの確率で壮絶に負けている。「スロマンガ界の借金王」の呼び名も持つ。

## 作品リスト
- あいつがゴッチ
- 阿羅漢（原作・安藤満）
- ガクラン八年組
- 極道きゃんぱす
- ストリートライダー
- 男がゆく!
- とことんつっこむざんす！！
- 闘魂野球軍（短編作品）
- ぱ～ぷる呈介